# Гебхард III (епископ Констанца)
Гебхард III фон Церинген (нем. Gebhard III von Zähringen, около 1050—1110) — епископ Констанца в период с 1084 по 1110 годы.
Его правление пришлось на период борьбы за инвеституру, в ходе которой он был одним из важнейших сторонников папской партии, последовательно выступавшей против политики императора Генриха IV.
Гебхард происходил из рода Церингенов, и был сыном Бертольда I и его жены Рихвары (Швабской). Герман I — основатель линии баденских маркграфов, и Бертольд II — герцог Швабии, были его старшими братьями, Лютгарда фон Церинген — основательница аббатств в Кастле (Верхний Пфальц) и в Райхенбахе, приходилась ему сестрой.
Гебхард начал духовную карьеру на Среднем Рейне, став около 1065 года членом домского капитула в Кёльне, и затем — пробстом в Ксантене. Спустя 10 лет он вступил в монастырь Хирзау в Шварцвальде. И уже в 1079 году он был одним из папских кандидатов на выборах магдебургского епископа.
21 декабря 1084 года на заседании епархиального синода под председательством папского легата и кардинала Остии Одо он был выбран предстоятелем констанцского епископства. Будучи рукоположен в священнический сан в тот же день, на следующий день Гебхард фон Церинген был под именем Гебхарда III рукоположен в епископы.
На синоде, проходившем в условиях жёсткого противостояния папской и императорской партии, кроме прочего, присутствовали аббат Хирзау Вильгельм, брат Гебхарда Бертольд и отстранённый от власти баварский герцог Вельф. При этом Отто I фон Лирхайм (нем. Otto I. von Lierheim, †1086), в 1080 году отлучённый от Церкви папой Григорием VII, всё ещё считался среди сторонников императора легитимным епископом; хотя на его место сторонниками папы был назначен Бертольф. Последний, однако, по состоянию здоровья не был рукоположен в епископы, и не оказал никакого влияния на события. Выбор Гебхарда Церингенского был, тем самым, в известной степени, вынужденным шагом, направленным на закрепление политических позиций папской партии в южной Германии.
Уже в мае 1085 года на церковном соборе в Майнце, созванном сторонниками Генриха IV, Гебхард был объявлен отлучённым от Церкви, и смещён со своей должности; в правах при этом был подтверждён Отто I. Как следствие, и под военным давлением санкт-галленского аббата Ульриха фон Эппенштайна, Гебхард был вынужден бежать из Констанца, вернувшись лишь в 1086 году.
Возвратив себе власть, Гебхард III при помощи монахов из Хирзау приступил к реформе и значительному расширению располагавшегося за городскими стенами аббатства Петерсхаузен, для чего потребовалось сместить двух настоятелей обители подряд.
В 1088 году он принимал в Констанце антикороля Германа.
В 1089 году ему удалось также завершить и освятить начатое его предшественниками здание констанцского мюнстера — главной церкви епархии. И в этом же году он был утверждён папой Урбаном II в должности папского легата в Германии.
Между тем Ульрих фон Эппенштайн не оставил попыток восстановить своё влияние, и при поддержке Генриха IV смог провести назначение на констанцскую кафедру (по мнению императорской партии, после смерти Отто I оказавшейся вакантной) одного из монахов санкт-галленского аббатства Арнольда Хайлигенбергского (нем. Arnold von Heiligenberg). При этом утвердить Арнольда в должности он попытался с помощью оружия, что было предотвращено лишь упорным сопротивлением городских властей Констанца, и закончилось ответным совместным военным походом Гебхарда III, его брата Бертольда и констанцского ополчения на земли санкт-галленского монастыря.
В марте 1095 года Гебхард III принял участие в созванном по инициативе Урбана II церковном синоде в Пьяченце, призванном удостоверить силу папской власти в Италии.
Борьба за контроль над констанцской епархией снова разгорелась в начале XII века: в 1102 году Генрих Хайлигенбергский, брат Арнольда, смог захватить аббатство Петерсхаузен, и в следующем, 1103 году принудил Гебхарда III к бегству в монастырь св. Власия в Шварцвальде. Наконец занявший епископскую кафедру Арнольд был, однако, почти сразу же отлучён от Церкви папой Пасхалием.
Гебхард III вернулся в Констанц в 1105 году при военной поддержке Генриха V, что было знаком заключённого (временного) союза одного из сыновей Генриха IV и папской власти. В знак признательности и по поручению папы, Гебхард объявил о возвращении Генриха V в лоно Церкви, и сопровождал его в поездке по Баварии и Саксонии.
Кажется, последним большим событием в жизни Гебхарда стала подготовка собрания князей в Ингельхайме в конце декабря 1105 года, в котором он также принял участие, принудившего Генриха IV к отречению в пользу своего сына Генриха V, и коронация последнего 5/6 января следующего года.